# Scelte del primo giro nel draft dei Jacksonville Jaguars
I Jacksonville Jaguars si unirono alla National Football League (NFL) nel 1995 come expansion team, assieme ai Carolina Panthers. La loro prima scelta nel Draft NFL fu Tony Boselli, un offensive tackle dalla University of Southern California (USC). La scelta del primo giro più recente della squadra è stato Anton Harrison, un offensive tackle da Oklahoma.
Dopo non essere mai stati in possesso della prima scelta assoluta fino al 2020, i Jaguars la ebbero per due anni consecutivi nelle due annate successive. I college da cui sono stati scelti più giocatori sono stati Florida (tre volte),  USC e Tennessee (due volte).

## Selezioni
| Anno | Scelta | Giocatore         | Ruolo                      | College        | Note                                                                                       |
| ---- | ------ | ----------------- | -------------------------- | -------------- | ------------------------------------------------------------------------------------------ |
| 1995 | 2      | Tony Boselli      | Offensive tackle           | USC            | 5 volte Pro Bowler e inserito nella formazione ideale della NFL degli anni 1990.           |
| 1995 | 19     | James Stewart     | Running back               | Tennessee      | [ 3 ]                                                                                      |
| 1996 | 2      | Kevin Hardy       | Linebacker                 | Illinois       | 1 volta Pro Bowler.                                                                        |
| 1997 | 21     | Renaldo Wynn      | Defensive tackle           | Notre Dame     |                                                                                            |
| 1998 | 9      | Fred Taylor       | Running back               | Florida        | 15º nelle yard corse in carriera nella storia della NFL, 1 volta Pro Bowler.               |
| 1998 | 25     | Donovin Darius    | Safety                     | Syracuse       |                                                                                            |
| 1999 | 26     | Fernando Bryant   | Defensive back             | Alabama        |                                                                                            |
| 2000 | 29     | R. Jay Soward     | Wide receiver              | USC            |                                                                                            |
| 2001 | 13     | Marcus Stroud     | Defensive tackle           | Georgia        | 3 volte Pro Bowler.                                                                        |
| 2002 | 9      | John Henderson    | Defensive tackle           | Tennessee      | Vincitore dell'Outland Trophy nel 2000 e 2 volte Pro Bowler.                               |
| 2003 | 7      | Byron Leftwich    | Quarterback                | Marshall       |                                                                                            |
| 2004 | 9      | Reggie Williams   | Wide receiver              | Washington     |                                                                                            |
| 2005 | 21     | Matt Jones        | Wide receiver              | Arkansas       |                                                                                            |
| 2006 | 28     | Marcedes Lewis    | Tight end                  | UCLA           | Vincitore del John Mackey Award 2005. 1 volta Pro Bowler.                                  |
| 2007 | 21     | Reggie Nelson     | Defensive back             | Florida        | First-Team All American 2006, finalista del Bronko Nagurski Trophy e del Jim Thorpe Award. |
| 2008 | 8      | Derrick Harvey    | Defensive end              | Florida        | [ 15 ]                                                                                     |
| 2009 | 8      | Eugene Monroe     | Offensive tackle           | Virginia       |                                                                                            |
| 2010 | 10     | Tyson Alualu      | Defensive tackle           | California     |                                                                                            |
| 2011 | 10     | Blaine Gabbert    | Quarterback                | Missouri       |                                                                                            |
| 2012 | 5      | Justin Blackmon   | Wide receiver              | Oklahoma State |                                                                                            |
| 2013 | 2      | Luke Joeckel      | Offensive tackle           | Texas A&M      | [ 16 ]                                                                                     |
| 2014 | 3      | Blake Bortles     | Quarterback                | UCF            |                                                                                            |
| 2015 | 3      | Dante Fowler      | Defensive end              | Florida        |                                                                                            |
| 2016 | 5      | Jalen Ramsey      | Cornerback                 | Florida State  | 1 volta Pro Bowler                                                                         |
| 2017 | 4      | Leonard Fournette | Running back               | LSU            | [ 17 ]                                                                                     |
| 2018 | 29     | Taven Bryan       | Defensive tackle           | Florida        |                                                                                            |
| 2019 | 7      | Josh Allen        | Defensive end              | Kentucky       |                                                                                            |
| 2020 | 9      | C.J. Henderson    | Cornerback                 | Florida        |                                                                                            |
| 2020 | 20     | K'Lavon Chaisson  | Linebacker                 | LSU            | [ 19 ]                                                                                     |
| 2021 | 1      | Trevor Lawrence   | Quarterback                | Clemson        |                                                                                            |
| 2021 | 25     | Travis Etienne    | Running back               | Clemson        | [ 19 ]                                                                                     |
| 2022 | 1      | Travon Walker     | Defensive end              | Georgia        |                                                                                            |
| 2022 | 27     | Devin Lloyd       | Linebacker                 | Utah           | [ 20 ]                                                                                     |
| 2023 | 27     | Anton Harrison    | Offensive tackle           | Oklahoma       | [ 21 ]                                                                                     |
| 2024 | 23     | Brian Thomas Jr.  | Wide receiver              | LSU            | [ 22 ]                                                                                     |
| 2025 | 2      | Travis Hunter     | Wide receiver e cornerback | Colorado       | [ 23 ]                                                                                     |